# Eueides nigrofulva
Eueides nigrofulva är en fjärilsart som beskrevs av William James Kaye 1906. Eueides nigrofulva ingår i släktet Eueides och familjen praktfjärilar. Inga underarter finns listade i Catalogue of Life.